# Belgian Family Brewers
Belgian Family Brewers (BFB) est une association de brasseurs belges ayant pour but de protéger et de garantir la qualité des bières produites dans des brasseries familiales ayant plus de 50 ans d'existence. Son logo se retrouve sur les étiquettes de 150 bières belges.

## Histoire
Cette association sans but lucratif (ASBL) a été créée en 2007 par douze brasseries dont les membres d'une même famille sont aux commandes de l'entreprise depuis plus d'un demi-siècle. Depuis 2007, d'autres brasseries ont rejoint l'association. Parmi les 21 brasseries actuellement répertoriées, 16 se trouvent en région flamande et 5 en région wallonne (dont 4 en province du Hainaut). Ces 21 entreprises brassent 150 bières qui peuvent arborer sur leur étiquette le logo rouge jaune noir de la BFB. Ensemble, elles représentent environ 15 % du total de la production brassicole belge et cumulent 3 500 années d'expérience.
Trois brasseries ont quitté l'association en 2016 : la brasserie Bosteels, Palm Belgian Craft Brewers et la brasserie Van Honsebrouck.

## Conditions d'admissibilité
Les trois conditions suivantes doivent être remplies pour qu'une bière soit labellisée BFB :
- il doit s'agir d'une bière belge authentique brassée dans une brasserie reconnue par la BFB;
- cette bière doit être produite par une brasserie familiale indépendante qui brasse depuis au moins 50 ans et d'une manière traditionnelle;
- il doit s'agir d'une bière originale, pas d'une copie et elle ne peut être vendue sous un autre nom ou label.

## Membres
Liste au 21 juillet 2020.
| Brasserie (Famille actuelle)                   | Village (Commune)          | Province            | Fondée en   | Membre BFB depuis | Principales bières labellisées BFB                                       |
| ---------------------------------------------- | -------------------------- | ------------------- | ----------- | ----------------- | ------------------------------------------------------------------------ |
| Brasserie Boon (Boon)                          | Lembeek (Hal)              | Brabant flamand     | 1680        | 2018              | Oude Geuze Boon, Oude Kriek Boon                                         |
| Brasserie De Brabandere (De Brabandere)        | Bavikhove (Buggenhout)     | Flandre-Orientale   | 1894        | 2007              | Kwaremont, Petrus, Wittekerke                                            |
| Brasserie De Halve Maan (Vanneste)             | Bruges                     | Flandre-Occidentale | 1856        | 2009              | Brugse Zot, Brugse Bok, Staffe Hendrick                                  |
| Brasserie De Koninck (De Potter)               | Anvers                     | Anvers              | 1833        | 2007              | De Koninck, Triple d'Anvers, Wild Jo                                     |
| Brasserie De Ryck (De Ryck)                    | Herzele                    | Flandre-Orientale   | 1886        | 2012              | Jules, Arend, Steenuilke, Special De Ryck, Kriek Fantastiek              |
| Brasserie Dubuisson (Dubuisson)                | Pipaix (Leuze-en-Hainaut)  | Hainaut             | 1769        | 2007              | Bush, Pêche Mel Bush, Cuvée des Trolls, Scaldis, Surfine                 |
| Brasserie Dupont (Dedeycker)                   | Tourpes (Leuze-en-Hainaut) | Hainaut             | 1844        | 2007              | Moinette, Saison Dupont                                                  |
| Duvel Moortgat (Moortgat)                      | Breendonk (Puurs)          | Anvers              | 1871        | 2011              | Duvel, Liefmans                                                          |
| Brasserie Het Anker (Leclef)                   | Malines                    | Anvers              | 1872        | 2007              | Gouden Carolus                                                           |
| Brasserie Huyghe (De Laet)                     | Melle                      | Flandre-Orientale   | 1654        | 2011              | Delirium, La Guillotine                                                  |
| Brasserie Lefèbvre (Lefèbvre)                  | Quenast (Rebecq)           | Brabant wallon      | 1876        | 2010              | Barbãr, Saison 1900, Hopus, Blanche de Bruxelles rosée                   |
| Brasserie Lindemans (Lindemans)                | Buggenhout                 | Flandre-Orientale   | 1822        | 2007              | Lindemans                                                                |
| Brasserie Omer Vander Ghinste (Vander Ghinste) | Bellegem (Courtrai)        | Flandre-Occidentale | 1892        | 2012              | Brasserie LeFort, Omer, Jacobins, VanderGhinste Oud Bruin, Kriek Max     |
| Brasserie Roman (Roman)                        | Mater (Audenarde)          | Flandre-Orientale   | 1545        | 2007              | Ename, Gentse Strop, Sloeber                                             |
| Brasserie Saint Feuillien (Friart)             | Le Rœulx                   | Hainaut             | (1125) 1873 | 2007              | St Feuillien, Car d'Or                                                   |
| Brasserie de Silly (Van der Haegen)            | Silly                      | Hainaut             | 1850        | 2009              | Abbaye de Forest, Enghien, Green Killer, Pink Killer, Scotch Barrel Aged |
| Brasserie Sint Bernardus (Depypere)            | Watou (Poperinge)          | Flandre-Occidentale | 1946        | 2007              | St Bernardus, Watou Tripel                                               |
| Brasserie Strubbe (Strubbe)                    | Ichtegem                   | Flandre-Occidentale | 1830        | 2016              | Keyte, Ichtegem's,                                                       |
| Brasserie Timmermans (Anthony Martin)          | Itterbeek (Dilbeek)        | Brabant flamand     | 1702        | 2012              | Timmermans                                                               |
| Brasserie Van Eecke (Leroy)                    | Watou (Poperinge)          | Flandre-Occidentale | 1862        | 2007              | Hommel, Kapittel, Watou's Witbier                                        |
| Brasserie Verhaeghe (Verhaeghe)                | Vichte                     | Flandre-Occidentale | 1885        | 2007              | Barbe, Duchesse de Bourgogne                                             |

## Types de bière
Bière d'abbaye, (India Pale) Ale, Blonde/Double/Triple (fermentation haute), Bock, Bière brut, Faro, Bière fruitée, Vieille brune, Gueuze, Bière de saison, Bière Blanche et Spéciale. 
Bien que brassées par plusieurs de ces brasseries, les bières de type pils n'entrent pas en ligne de compte. 

## Autres labels brassicoles
- Authentic Trappist Product
- Haut conseil pour lambiques artisanales (HORAL)
- Bière belge d'Abbaye reconnue
- Belgian Beer of Wallonia

## Source et lien externe
- (en) http://belgianfamilybrewers.be/.